# Monumento a la Hispanidad (Madrid)

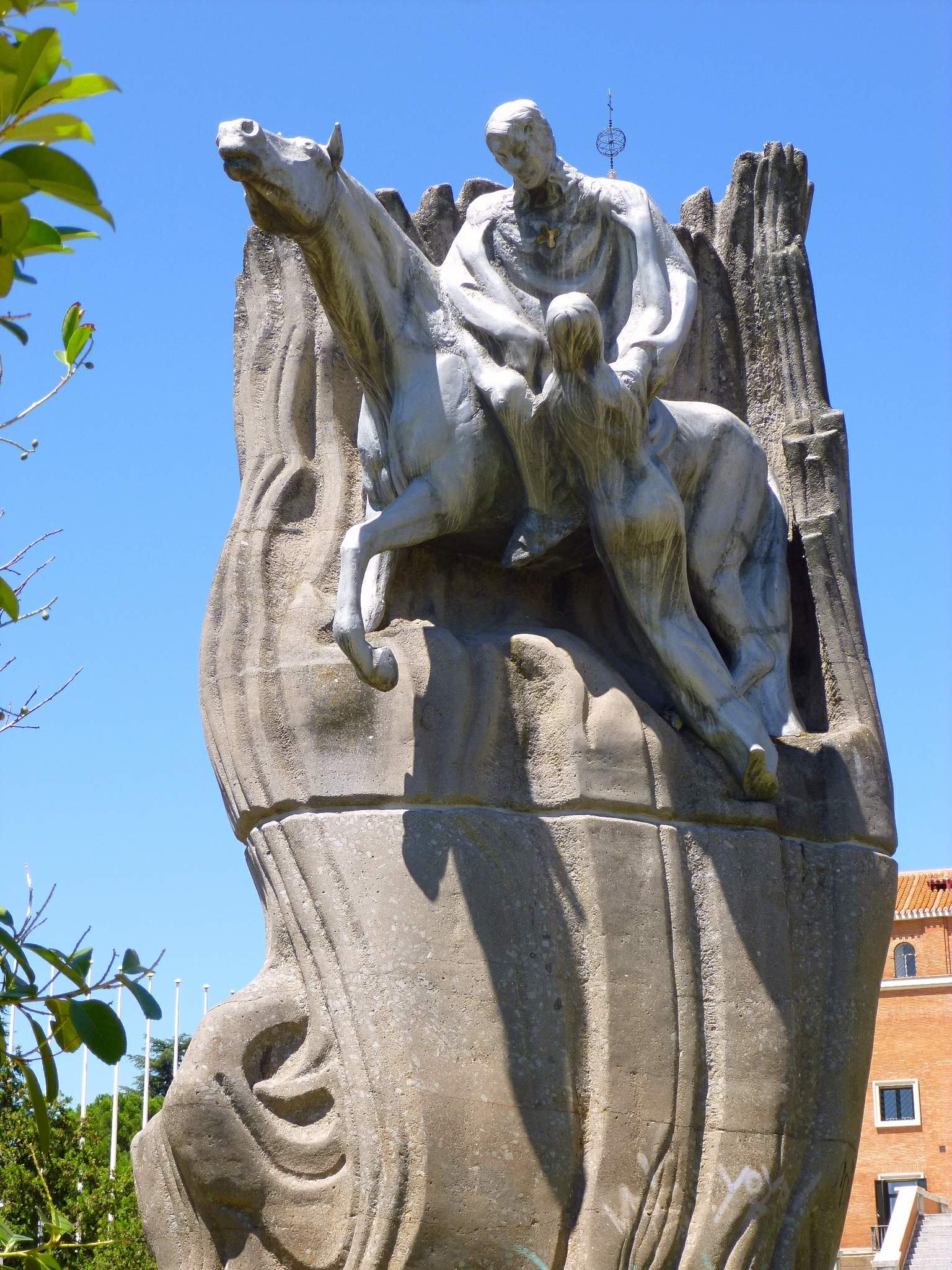
Monumento a la Hispanidad

El monumento a la Hispanidad se encuentra en la ciudad española de Madrid, frente al Museo de América en la Ciudad Universitaria. Inaugurado el 5 de junio de 1971 con la presencia del entonces príncipe Don Juan Carlos de Borbón, fue creado por Agustín de la Herrán Matorras, escultor español que también realizó, entre otras obras, la Virgen del Panecillo en Quito. Puede considerarse parte de un plan del régimen franquista para la construcción de monumentos conmemorativos en la capital española relacionados con Hispanoamérica que trataba de complementar con contenido simbólico el programa de cooperación iberoamericana de la dictadura.
La escultura representa un tronco viejo de encina que lleva en su parte alta tres figuras formando un conjunto: un guerrero español montado en su caballo que ayuda a levantarse a una mujer indígena, representando la unión de las culturas española e hispanoamericana. En la parte trasera de la escultura, aparece una inscripción alusiva a la inauguración del monumento.